# Hombre Escorpión

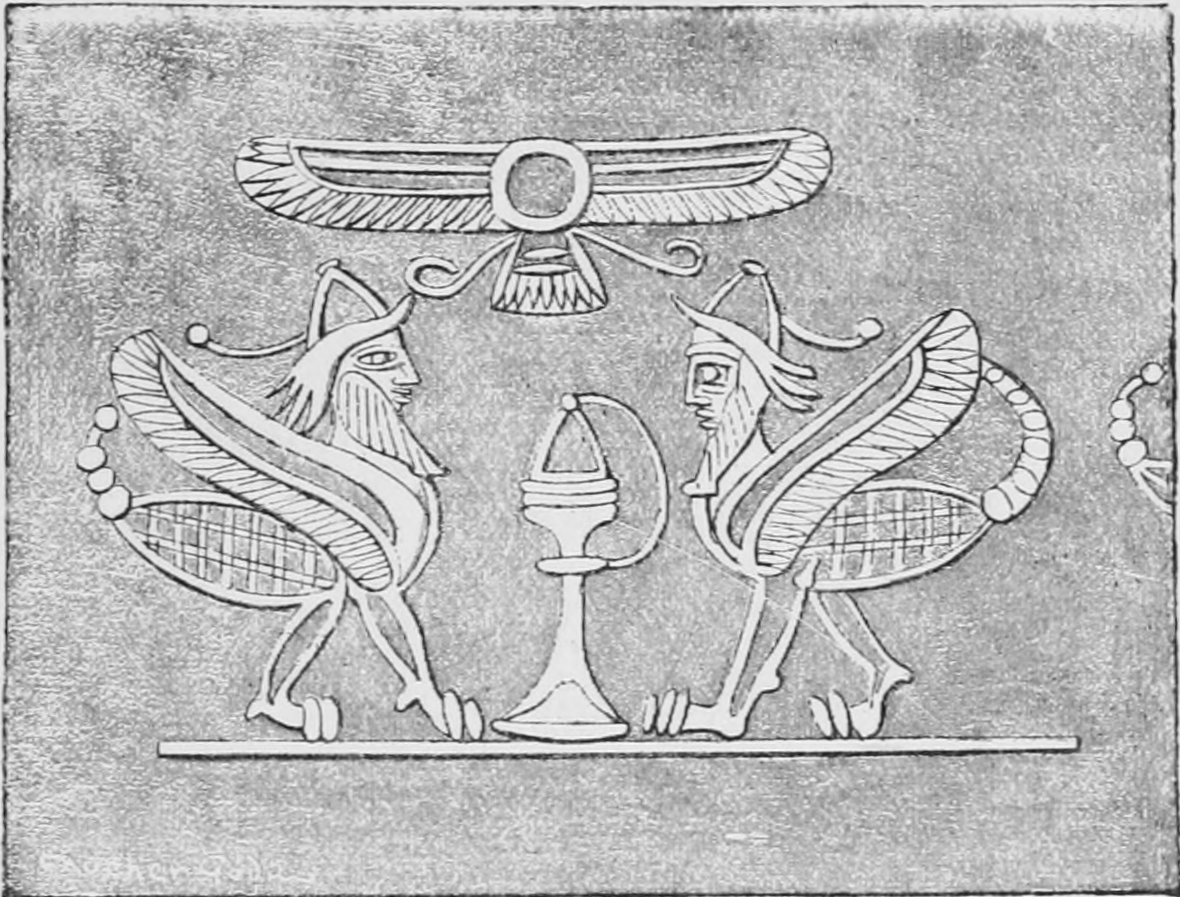
Dibujo de una calcografía asiria que muestra hombres-escorpión

Los Hombres Escorpión están presentes en muchos mitos acadios, incluyendo el Enûma Elish y la versión babilónica de la epopeya de Gilgamesh. Eran conocidos como aqrabuamelu o girtablilu. Primero fueron creados por Tiamat a fin de librar la guerra contra los dioses menores por la traición de su compañero Apsu. En el poema de Gilgamesh, están de guardia fuera de las puertas del Dios Sol (Shamash), en las montañas de Mashu. Estas dan entrada a Kurnugi, la tierra de la oscuridad. 
Los hombres escorpión abren las puertas para Shamash cuando viaja cada día y cierran las puertas después de que él regresa al inframundo durante la noche. También advierten a los viajeros del peligro que se encuentra más allá de su puesto. Sus cabezas tocan el cielo, «su terror es impresionante» y su «mirada es la muerte». Su encuentro con Gilgamesh en su camino para encontrar a Ūta-napišti, mientras los hombres escorpión custodian la entrada al túnel es descrito en Iškār Gilgamesh, tablilla IX, líneas 47-81.
Existe una famosa imagen encontrada en una talla de un hombre escorpión apuntando con un arco y flecha.  Esta imagen fue la base para la figurita # 55 del Hombre Escorpión en las figuras coleccionables de Monster in My Pocket.

## Comparativa con otras religiones
El escorpión es asimismo un guardia mágico para las entradas, por ejemplo, en el Mekeo de Papúa «un encanto de escorpión se utiliza para proteger... tu casa.»

## Juegos
Los Hombres Escorpión representan unidades míticas poderosas para los egipcios en el juego Age of Mythology. Pueden picar unidades de soldados humanos y dar un  daño adicional en un corto intervalo. La acción de picar se repetirá una vez en unos 15 segundos, haciéndolos devastadores para ejércitos humanos.
El Juego de rol Dungeons & Dragons muestra a centáuricos hombres escorpión, llamados Stingers, localizados normalmente en escenarios de desiertos y son devotos de los dioses de los páramos, a menudo aquellos que reflejan el panteón faraónico o babilónico.
En Warlords Battlecry III, la gente escorpión representa a los sirvientes de Melkor, el Señor de la Hambruna.

## Películas
En The Mummy Returns, el Rey Escorpión es mostrado como un Hombre Escorpión.

## Ficción
Los Hombres Escorpión aparecen en el mundo de Glorantha del autor Greg Stafford. Un Hombre Escorpión protagoniza uno de los libros de Beast Quest.
En The Secret Saturdays, el personaje del Baron Finster tiene un escorpión robótico reemplazando la parte baja de su cuerpo. Otros conceptos en el show hacen referencia a los mitos mesopotámicos.